# Дрозд (активная защита)

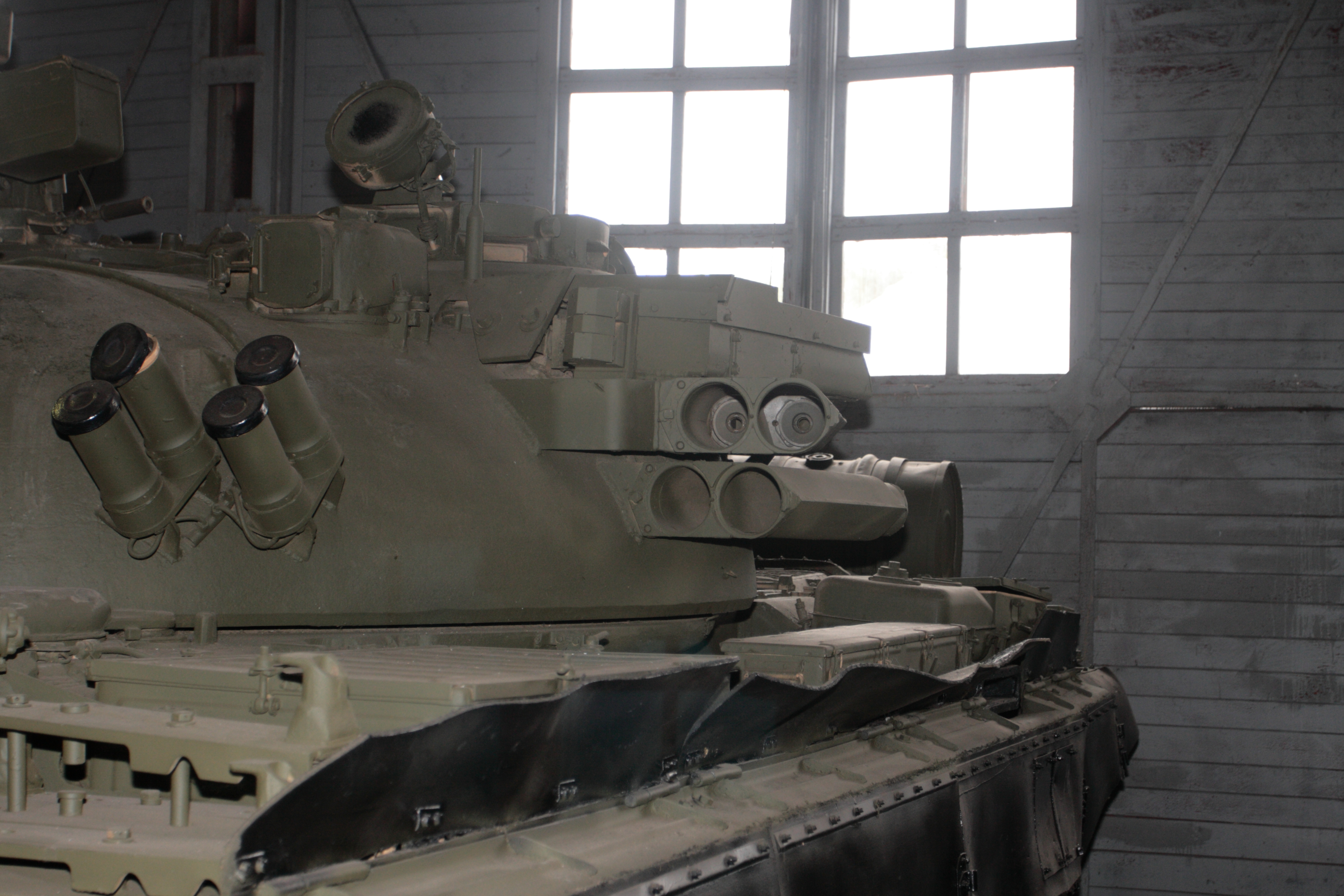
Система «Дрозд» на танке Т-55АД

Дрозд (комплект 1030M-01) — советская система активной защиты танков разработки ЦКИБ СОО (системa вооружения), ОКБ Тульского завода электроэлементов — впоследствии НИИ «Стрела» — (радиоэлектронная система управления ПРО танков), КБ Трансмаш (установкa комплекса на танк), НИТИ(Б) (взрыватели). Предназначена для защиты танков от противотанковых реактивных кумулятивных снарядов (ПТУРС и гранат). Первая в мире система активной танковой защиты, выпускавшаяся серийно и устанавливавшаяся на танки.

## История
Принцип активной защиты танков в СССР был сформулирован в ЦКБ-14 (г. Тула) в начале 1960-х годов.
В 1977—1978 годах была разработана система активной защиты 1030М («Дрозд»).
Головным разработчиком по системе вооружения и комплексу в целом было Центральное конструкторское бюро спортивного охотничьего оружия, главным конструктором лауреат Ленинской премии Василий Иванович Бакалов.
Головным разработчиком по радиоэлектронной системе управления вооружением КАЗ танка — НИИ «Стрела», директор, главный конструктор, научный руководитель — В. И. Симачев.
Головным по установке комплекса на танк — КБ Трансмаш.
Созданию системы активной защиты «Дрозд» предшествовала фундаментальная НИР «Дикобраз», выполненная в НИИ «Стрела». Работы в области создания комплексов активной защиты в НИИ «Стрела» были начаты в 1965 г. в соответствии с решением ВПК Совета Министров СССР.
НИИ «Стрела» было поручено провести фундаментальную НИР по исследованию возможностей создания и изысканию конструктивной схемы комплекса активной защиты танка со сроком окончания НИР — 1967 г. Работы получили шифр «Дикобраз».
Основными исполнителями на этапе НИР являлись:
— НИИ «Стрела» (г. Тула) — головное предприятие по системе управления ПРО танка и по системе активной защиты в целом;
— ЦКИБ СОО — головное по системе вооружения КАЗ и установке ее на танке.
Под руководством В. И. Симачева была создана обширная кооперация предприятий и научных институтов. К работам было привлечено большое число организаций, среди которых ИРЭ АН УССР, ЦНИИ ТОЧМАШ МОП, ЦКИБ СОО, ВНИИ ТРАНСМАШ и ЦНИИХМ МОП.
Задача НИР «Дикобраз» заключалась в решении проблемы обнаружения средств нападения и определения параметров их движения, в разработке эффективных средств нейтрализации нападающих средств и создании реально работающего макетного образца комплекса.
Техническая реализация идеи активной защиты танка потребовала от В. И. Симачева и его коллектива решения ряда сложнейших вопросов, в том числе обнаружения малоразмерных объектов на фоне подстилающей поверхности, определения оптимальных точностных характеристик РЛС обнаружения, создания алгоритмов расчета «точки встречи» нападающего боеприпаса и защитного заряда. Радиолокационные модули миллиметрового диапазона волн, которые были установлены с каждой стороны танковой башни, предназначались для обнаружения и сопровождения боеприпасов, подлетающих в лобовом секторе со скоростью от 70 до 700 м/с. Остальные элементы системы управления располагались внутри танка. РЛС «захватывала» в поле зрения подлетающий снаряд или ПТУР и за несколько десятков метров до его «касания» давала команду на выстрел. Срабатывал специальный заряд, который и сбивал с траектории снаряд или ракету.
Работа была выполнена в установленные сроки с проведением экспериментальных дуэльных стрельб боевыми снарядами на полигоне и принята Госкомиссией с рекомендацией о переходе на стадию ОКР.
Решением ВПК Совета Министров СССР в 1977 г. началась ОКР по созданию КАЗ танка.
На этапе ОКР ответственность между основными соисполнителями была распределена следующим образом:
— НИИ «Стрела» — головное по системе управления ПРО танка (управление вооружением КАЗ танка, радиолокационные модули);
— ЦКИБ СОО — головное по системе вооружения и КАЗ танка в целом;
— КБ ТРАНСМАШ (г. Омск) — головное по установке комплекса на танк.
В качестве базовой машины был взят танк Т-55, а разработке был присвоен новый шифр — «Дрозд». В 1981 г. это был первый в мире комплекс противоракетной обороны танков, выполненный на уровне изобретения.
Создание комплекса было отмечено Ленинской и Государственной премиями СССР.
В 1982 и 1983 годах комплекс успешно прошёл государственные и войсковые испытания, в 1983 году был принят на вооружение и установлен на танке Т-55А, после чего танк получил индекс Т-55АД. После этого комплекс выпускался более 6 лет и был снят с производства после подписания Горбачёвым соглашения о сокращении обычных вооружений в Европе в связи со включением танка Т-55 в список ликвидируемых вооружений.
Стоимость системы «Дрозд» составляет около 30000 USD.

## Технические характеристики
Комплекс «Дрозд» состоит из 8 направляющих (по 4 с каждой стороны башни) с противоракетами и системы управления ПРО танка, в составе которой блок управления вооружением комплекса активной защиты (ЭВС) и 24,5 ГГц радиолокационные модули.
Принцип действия: на дальности до 330 метров РЛС обнаруживает нападающий противотанковый боеприпас. Если объект летит в контур танка, то с дальности около 130 м РЛС переходит в режим сопровождения; в этом режиме ЭВС обрабатывает отражённый от цели сигнал, определяя при этом скорость боеприпаса и угол подлёта. После обработки сигнала ЭВС определяет сектор, в который попадёт боеприпас, номер мортиры, и рассчитывает точку встречи нападающего боеприпаса и защитного заряда комплекса активной защиты. В нужный момент (который рассчитан ЭВС) дается команда на выстрел, выстреливается защитный заряд и на удалении 6—7 м от среза мортир поражает осколочным полем нападающий боеприпас.
Комплекс обеспечивает поражение на траектории нападающих кумулятивных снарядов, летящих со скоростью от 70 до 700 м/с в секторе по азимуту 80° и углу места 20°. Время готовности к отражению повторной атаки 0,35 с. Время перезарядки составляет 15 минут. Установка комплекса повышает выживаемость танка на поле боя в 1,2—1,5 раза.
Защитная ракета калибра 107 мм имеет массу 9 кг и начальную скорость 190 м/с. Её подрыв происходит на расстоянии от 6 до 8 метров от танка. При подрыве боевой части ракеты в радиусе ±30° образуется осколочное поле. Скорость разлетающихся осколков составляет около 1600 м/с, масса каждого осколка около трёх граммов. Плотность осколочного поля составляет примерно 120 осколков на 1 м2 на расстоянии 1,5 м.